# Igor Zhoř
Igor Zhoř (9. března 1925, Brno – 22. listopadu 1997, tamtéž) byl český teoretik výtvarného umění a výtvarné výchovy, vysokoškolský pedagog, umělecký kritik, publicista a organizátor. Věnoval se především integraci problematiky moderního a současného výtvarného umění do výtvarné výchovy a do vzdělávacího systému i veřejného života. 

## Život a dílo
Jeho rodiči byli spisovatel a pedagog Antonín Zhoř (18. ledna 1896 Rosice – 31. března 1965 Brno) a učitelka Milada Zhořová (1898 Bělidla – ?), roz. Boháčková. V letech 1931–1936 vychodil obecnou školu na nám. Míru v Brně, kde byl jeho třídním učitelem Josef Věromír Pleva. V roce 1944 maturoval na reálném gymnáziu v Brně na Kounicově ulici. Během studia byl vedoucím skautského oddílu a také navštěvoval večerní kursy kreslení na brněnské škole uměleckých řemesel. Poté ještě za  okupace pracoval jako zemědělský dělník na německém velkostatku v Medlánkách a později byl nasazen jako kartotékář do poradny pro volbu povolání při úřadu práce, kde pracoval i po osvobození v květnu 1945.
Po znovuotevření vysokých škol studoval v letech 1945–1949 na Přírodovědecké fakultě Univerzity v Brně deskriptivní geometrii, na Fakultě architektury Vysokého učení technického a na Pedagogické fakultě brněnské univerzity obor výtvarná výchova. Zde složil v roce 1949 státní zkoušku a v roce 1950 získal jako jeden z prvních posluchačů doktorát z pedagogiky. 

### Pedagogické působení
Na umístěnku byl Zhoř od roku 1950 přidělen na měšťanskou školu do Pohořelic, kde působil s výjimkou dvouleté vojenské služby do září 1954. Po studiích se zabýval zejména otázkami výchovy uměním a zařazením tzv. „besed o umění“ do školních osnov, o čemž přednášel v letech 1952–1953 jako konzultant pro dálkové studium dějin umění na Vyšší škole pedagogické v Brně (VŠP). V letech 1954–1958 byl do zrušení dané instituce asistentem odd. výtvarné výchovy Výzkumného ústavu pedagogického v Brně, poté ve školním roce 1958/1959 učil na gymnáziu v Brně-Židenicích.   
Dráhu vysokoškolského pedagoga zahájil po dobu jednoho roku jako odborný asistent na odd. pro výchovu uměním na Vojenské akademii Antonína Zápotockého v Brně (1959–1960). V letech 1960–1971 pak působil jako odborný asistent pověřený vedením oboru dějiny a teorie výtvarného umění na Katedře výtvarné výchovy Pedagogické fakulty tehdejší Univerzity Jana Evangelisty Purkyně (dnes Masarykova univerzita) v Brně. V roce 1962 vstoupil do KSČ, v roce 1969 byl z ní ale jako "pravicový exponent" vyloučen. Později ještě externě přednášel (do roku 1971) dějiny umění na Janáčkově akademii múzických umění v Brně. V roce 1968 byla Zhořovi po čtyřech letech externí aspirantury pod vedením prof. Alberta Kutala na Filozofické fakultě udělena kandidatura věd (CSc.). Disertace na téma „Historie uměleckých škol a jejich podíl na výtvarné situaci Brna v posledních šesti desetiletích“ byla publikována v univerzitní edici Spisů a také knižně. V roce 1969 na téže fakultě stačil úspěšně projít habilitačním řízením, ke jmenování docentem však už nedošlo v důsledku rozvázání pracovního poměru ze strany vedení školy z politických důvodů. Musel tedy na počátku normalizace opustit akademickou půdu a bylo mu zakázáno publikovat a veřejně vystupovat. Poněvadž od mládí trpěl zrakovou chorobou, která se v té době zhoršila, mohl mu být přiznán alespoň invalidní důchod, ke kterému si přivydělával příležitostným psaním reklamních textů nebo jako lektor výtvarných kroužků pro amatéry. Snažil se i nadále publikovat své texty, ale pod cizími jmény nebo pod pseudonymy. Až během pokročilých 80. let se znovu postupně zapojoval do veřejného uměleckého života jako autor textů v katalozích výstav a později příspěvků v časopisu Ateliér. 
Teprve po revoluci v roce 1989 se Igor Zhoř po dvou desetiletích strávených v ústraní vrátil na akademickou půdu Pedagogické fakulty Masarykovy univerzity – na místo vedoucího Katedry výtvarné výchovy. Byl mu uznán docentský titul a  v roce 1990 byl jmenován profesorem v oboru teorie vyučování ve výtvarné výchově. V prvním polistopadovém období zde zastával také funkci studijního proděkana. 
V roce 1993 byl jedním ze zakladatelů Fakulty výtvarných umění Vysokého učení technického v Brně (FaVU). Byl tvůrcem prvních učebních plánů a od října 1993 do září 1996 zde působil na pozici vedoucího kabinetu teorie a dějin umění. Roku 1997 se stal jejím děkanem. V této funkci však pobyl pouze krátce. 
Jeho manželkou byla od roku 1950 učitelka mateřské školy Květa, roz. Pospíšilová. V roce 1952 se jim narodil syn Jiří. 
Zemřel náhle doma ve své pracovně 22. listopadu 1997 v Brně. Je pochován na brněnském Ústředním hřbitově na Vídeňské ulici, skup. 58, řada 2, hrob č. 155. V listopadu 2024 byla osazena na jeho dům na Krondlově ulici v Brně, kde dosud bydlí jeho vnukové Martin a Michal s rodinami, pamětní deska, jejímž autorem je Jiří Sobotka, text na ní připravil Radek Horáček. 

### Teoretická činnost
Souběžně se svým pedagogickým působením na vysokých školách byl Igor Zhoř od konce 50. let aktivní i v oblasti prezentace, propagace a organizace aktuálního výtvarného umění. Roku 1958 založil (spolu Jiřím Hadlačem, Daliborem Chatrným, Miroslavem Netíkem a dalšími) tvůrčí skupinu Profil 58, kde působil jako teoretik a mluvčí skupiny, autor textů a organizátor výstav. V roce 1960 založil s Adolfem Kroupou spolek Klub mladých přátel výtvarného umění při Domě umění města Brna, kde přispíval k popularizaci umění mezi mladou generací. Byl hlavním tvůrcem jedinečného mezioborového výstavního konceptu tzv. „školy vidění“, který měl být původně tvořen třemi didaktickými výstavami zaměřenými na kresbu, barvu a kompozici. Ve spolupráci s malířem Pavlem Navrátilem a tehdejším kurátorem Národní galerie v Praze Petrem Spielmannem byla v roce 1961 realizována pouze výstava s názvem Výmluvnost kresby. Podílel se zásadně na koncepci i organizaci výstavy Konfrontace brněnských tvůrčích skupin v Domě umění v roce 1963. Na jaře roku 1968 byl iniciátorem výstavy deseti tehdy ještě nepříliš známých českých sochařů pod názvem Deset sochařských vyznání ve výstavní síni Fronta v Praze, a to v souvislosti s vydáním své knihy Hledání tvaru, která byla objevným vstupem do problematiky moderního sochařství.
Jako člen československé sekce InSEA (International Society for Education through Art) se Zhoř účastnil domácích i zahraničních vědeckých konferencí zaměřených na otázky teorie výtvarného vzdělávání. V pozici člena organizačního výboru byl tajemníkem vědeckého programu XVIII. světového kongresu InSEA v Praze roku 1966, na němž úvodní projev přednesl Jan Patočka. V roce 1967 vznikl Československý komitét InSEA, na jehož vzniku i organizaci se vedle dalších také podílel a později v roce 1992 zpracovával koncept jejího rozdělení.
Je autorem řady publikací o výtvarném umění, od roku 1984 přispíval pod pseudonymem články a překlady do pražských a brněnských samizdatových sborníků, od roku 1989 pod vlastním jménem. Byl aktivní v redakčních radách časopisů ROK, Ateliér, Bulletin MG, Výtvarná výchova, Estetická výchova atd.
V roce 1990 byl zakládajícím členem spolku TT klub výtvarných umělců Brno, který sdružoval více než stovku umělců i teoretiků. 
V březnu roku 2025 mu byla odhalena pamětní deska v ulici Krondlově v Masarykově čtvrti.
V dubnu 2025 byla ke 100. výročí jeho narození v Galerii Jaroslava Krále Domu umění města Brna zahájena výstava Pozdrav Igoru Zhořovi, která představuje vybrané archivní materiály, publikace, katalogy, novoročenky a ukázky z jeho výtvarné sbírky.
Je pohřbený v rodinném hrobě na Ústředním hřbitově v Brně (sk. 58, řada 2, hrob 155).    